# Спис Микола Михайлович
Микола Михайлович Спис (нар. 15 серпня 1946, Темрюк, Краснодарський край, РРФСР, СРСР) — український політичний діяч і дипломат. Генеральний Консул України в м.Тюмень. Надзвичайний та Повноважний Посол України в Грузії. Народний депутат України 1-го скликання.

## Біографія
Народився 15 серпня 1946 року, в м. Темрюк, Краснодарський край, РРФСР.
Закінчив Кримський радгосп-технікум в смт Совєтський (1964).
У 1973 закінчив Сімферопольський державний університет, вчитель географії.
З 1966 — помічник бригадира тракторної бригади Кіровського ВО Кримської області.
З 1966 — слюсар П\С 116 смт. Приморський Кримської області.
З 1966 по 1969 — служба в збройних силах.
З 1969 — керівник військової підготовки м. Гурзуф.
З 1970 — старший піонервожатий Всесоюзного піонерського табору «Артек» ім. Леніна.
З 1973 — заступник директора Можайської СШ N1 Московська обл.
З 1974 — заступник начальника комплексу таборів з навчально-виховної роботи, помічник начальника головного управління по кадрах Всесоюзного піонерського табору «Артек» ім. В. І. Леніна.
З 1981 — завідувач будинком політосвіти Ялтинського міському Компартії України.
З 1988 — завідувач відділу пропаганди, секретар, 1-й секретар Ялтинського міському Компартії України.
З 1994 — Генеральний Консул України в м.Тюмень Російської Федерації.
З 1990–1994 — Народний депутат України 1-го скликання. Голова Комісії Комісії ВР України з питань гласності та засобів масової інформації.
З 1994–2003 — працював в Міністерстві закордонних справ України.
З 08.2003 — 10.06.2009 — Надзвичайний та Повноважний Посол України в Грузії.